# Cmentarz wojenny we Frąckach
Cmentarz wojenny we Frąckach – zabytkowy cmentarz z I wojny światowej znajdujący się opodal wsi Frącki w województwie podlaskim, powiecie sejneńskim w gminie Giby.

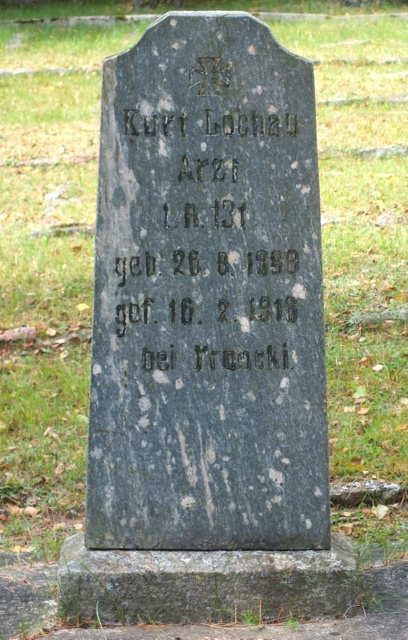
Kamienny nagrobek

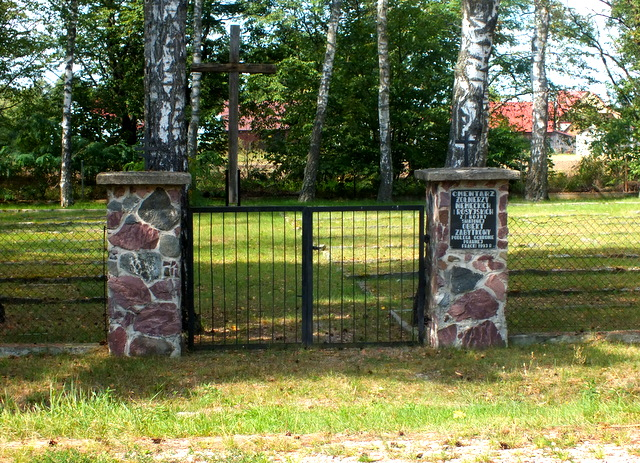
Bramka wejściowa na cmentarz

Cmentarz ma kształt prostokąta. Otoczony jest z 4 stron ogrodzeniem z siatki. Położony jest w bezpośrednim sąsiedztwie drogi Augustów – Sejny. Od tej też strony znajduje się metalowa bramka wejściowa osadzona na dwóch ceglanych słupach, od której prowadzi alejka dzieląca cmentarz na dwie części. Po jej obu stronach znajdują się słabo widoczne mogiły zbiorowe w ośmiu rzędach po 16 z każdej strony obramowane krawężnikami kamiennymi. Mogiły mają dwa wymiary 1,6 × 4 mm oraz 1,6 na 7 m.
Na cmentarzu jest pochowanych 320 żołnierzy w grobach zbiorowych poległych w 1915 oraz w 1916 roku:
- 136 żołnierzy niemieckich – zachował się jeden nagrobek kamienny – Kurt Lochau, lekarz z IR 131 (16.08.1888 – 16.02.1916),
- 187 rosyjskich.